# Microplitis erythrogaster
Microplitis erythrogaster är en stekelart som beskrevs av Abdinbekova 1969. Microplitis erythrogaster ingår i släktet Microplitis och familjen bracksteklar. Inga underarter finns listade i Catalogue of Life.